# Thảm sát Simele
Bản mẫu:Lịch sử người Assyria
Thảm sát Simele (tiếng Syriac: ܦܪܡܬܐ ܕܣܡܠܐ pramta d-Simele, tiếng Ả Rập: مذبحة سميل maḏbaḥat Summayl) là một cuộc thảm sát do các lực lượng vũ trang của Vương quốc Iraq dẫn đầu bởi Bakr Sidqi trong một chiến dịch có hệ thống nhắm tới người Assyria ở miền bắc Iraq Vào tháng 8 năm 1933. Thuật ngữ này được sử dụng để mô tả không chỉ vụ tàn sát ở Simele, mà còn là vụ giết người xảy ra giữa 63 ngôi làng Assyria ở huyện Dohuk và Mosul khiến từ 5.000  đến 6.000  người Assyria thiệt mạng.
Trong cuộc diệt chủng người Assyria trong và sau Thế chiến I, hơn một nửa số người Assyria của Thổ Nhĩ Kỳ bị tàn sát dưới đế chế Ottoman. Thuật ngữ "diệt chủng" được đặt ra bởi Raphael Lemkin, người chịu ảnh hưởng trực tiếp của câu chuyện về vụ thảm sát này và nạn diệt chủng ở Armenia.

## Bối cảnh

### Người Assyria ở vùng núi
Phần đông những người Assyria bị ảnh hưởng bởi vụ thảm sát này là những người ủng hộ Giáo hội Đông phương (thường được gọi là Nestorian), những người đầu tiên sống ở vùng núi Hakkari và Barwari bao gồm các khu vực của các tỉnh Hakkari hiện đại, Şırnak và Van ở Thổ Nhĩ Kỳ và Dohuk Iraq, với dân số dao động từ 75.000 đến 150.000 người. Hầu hết những người Assyria đều bị thảm sát trong cuộc diệt chủng năm 1915 dưới tay của Ottoman Turks. Những người khác phải chịu đựng hai cuộc tuần hành mùa đông đến Urmia năm 1915 và Hamadan năm 1918. Nhiều người trong số họ đã được di chuyển đến các trại tị nạn của người Anh ở Baquba và sau đó là Habbaniyah, và vào năm 1921, một số người đã tham gia vào các khoản trợ cấp của người Assyrian ở Anh, Cuộc nổi dậy của người Kurd trong Ủy trị Anh Mesopotamia. Phần lớn những người Assyri Hakkari được tái định cư sau năm 1925 trong một cụm làng mạc ở miền bắc Iraq. Một số ngôi làng nơi người Assyria được định cư đã được chính phủ cho thuê, trong khi những người khác thuộc sở hữu của chủ nhà người Kurd, người có quyền đuổi họ bất cứ lúc nào.
Người Assyria không có chung quan hệ thân thiện với những người hàng xóm. Mối thù lịch sử của họ với người Kurd, lên tới đỉnh điểm vào năm 1915, đã có hàng trăm năm tuổi.
Sự cay đắng giữa người Assyria và người Ả Rập đã được các nhà sử học Anh sử dụng từ năm 1920.
Điều này đã làm xấu đi bởi các sĩ quan Anh của Levies đã khuyến khích những người Assyria nghĩ rằng họ là quân hạng nhất, có tác dụng tăng tự hào tự nhiên của người Assyria. Với thực tế là Anh và Assyrian Levies đã thành công trong việc đàn áp những cuộc nổi dậy của người Kurd khi quân đội Iraq thất bại trong việc tạo ra một phức hợp thấp kém giữa một số quân đoàn Iraq với Anh và Assyria.
Kết luận về ủy trị người Iraq gây ra sự lo lắng đáng kể giữa những người Assyria, những người cảm thấy bị phản bội bởi người Anh. Đối với họ, bất kỳ hiệp ước nào với người Iraq phải tính đến mong muốn của họ về một vị thế tự trị tương tự như hệ thống chế độ Millet.
Người Iraq, mặt khác, cảm thấy rằng các yêu cầu của người Assyria, cùng với những rối loạn ở người Kurd ở miền Bắc, là một âm mưu của người Anh để phân chia Iraq bằng cách khuấy động các dân tộc thiểu số của nó.